# 谢丕
谢丕（1482年—1556年），字以中，号汝湖，明朝政治人物，大学士谢迁之侄，浙江余姚人。官至吏部左侍郎。

## 生平
谢丕之伯父谢迁为成化十一年状元，父亲謝選早卒，他本人於弘治十四年（1501年）中式辛酉科順天鄉試第一名舉人，弘治十八年（1505年）中式乙丑科會試第四名，一甲第三名進士（探花），一时传为佳话。授翰林院编修，历任翰林学士掌院事，吏部左侍郎，追赠礼部尚书。

## 事迹
谢丕虽与权相严嵩為同科进士，但多有不和。谢丕任翰林院编修时，曾遭大宦官刘瑾罢斥。

## 家族
曾祖謝莹，布政司都事，贈太子少保、兵部尚書兼東閣大學士。祖父謝恩，封右諭德，贈太子少保、兵部尚書兼東閣大學士。伯父謝遷，父亲謝選。母陸氏，旌表節婦。慈侍下。兄謝正。弟謝豆、謝亘。